# 托爾馬切夫湖
托爾馬切夫湖是俄羅斯的湖泊，位於堪察加半島南部，面積22平方公里，海拔高度628米，最大深度72米，湖水經托爾馬切夫河流出，南岸是野生動物保護區。